# Funky Business
Funky Business är en bok skriven av Kjell A Nordström och Jonas Ridderstråle och utgiven på förlaget Bookhouse Editions. Boken, skriven av två forskare på Handelshögskolan i Stockholm, kom ut 1999 mitt under Internethypens guldålder och berättar om att den nya världen är annorlunda och att du kan glömma vad du visste igår. Konkurrensfördelar får man om man är annorlunda. För att vara annorlunda måste man utgå från hur människor tänker istället för vad organisationer gör. Därför kan vi inte längre göra "business as usual" utan måste ändra till funky business för att lyckas i den nya affärslogiken.
Boken har sålt i 250 000 exemplar och översatts till 30 språk.